# Sabrina Mockenhaupt
Sabrina Mockenhaupt-Gregor, z domu Mockenhaupt (ur. 6 grudnia 1980 w Siegen) – niemiecka lekkoatletka specjalizująca się w biegach długodystansowych, medalistka halowych mistrzostw Europy w 2005, trzykrotna olimpijka.

## Osiągnięcia sportowe
Zajęła 4. miejsce w biegu na 5000 metrów i 8 miejsce w biegu na 3000 metrów na mistrzostwach Europy juniorów w 1999 w Rydze.
Zdobyła brązowy medal w biegu na 10 000 metrów oraz zajęła 10. miejsce w biegu na 5000 metrów na młodzieżowych mistrzostwach Europy w 2001 w Amsterdamie. Na halowych mistrzostwach Europy w 2002 w Wiedniu zajęła 8. miejsce w biegu na 3000 metrów, a na mistrzostwach Europy w 2002 w Monachium 10. miejsce w biegu na 10 000 metrów. Zajęła 3. miejsce w biegu na 3000 metrów w zawodach Superligi Pucharu Europy w 2003 we Florencji. Nie ukończyła biegu na 10 000 metrów na mistrzostwach świata w 2003 w Paryżu. Zajęła 7. miejsce w biegu na 3000 metrów na halowych mistrzostwach świata w 2004 w Budapeszcie oraz 3. miejsce w biegu na 5000 metrów w zawodach Superligi Pucharu Europy w 2004 w Bydgoszczy. Na igrzyskach olimpijskich w 2004 w Atenach zajęła 15. miejsce w biegu na 10 000 metrów.
Zdobyła brązowy medal w biegu na 3000 metrów na halowych mistrzostwach Europy w 2005 w Madrycie, za Lidią Chojecką z Polski i Susanne Pumper z Austrii (Tezeta Desalegn-Dengersa z Turcji, która pierwotnie zajęła 2. miejsce, została zdyskwalifikowana z powodu dopingu). Zajęła 17. miejsce w biegu na 10 000 metrów na mistrzostwach świata w 2005 w Helsinkach. Na mistrzostwach Europy w 2006 w Göteborgu zajęła 6. miejsce w biegu na 5000 metrów i 8. miejsce w biegu na 10 000 metrów, a na halowych mistrzostwach Europy w 2007 w Birmingham 4. miejsce w biegu na 3000 metrów. Zajęła 11. miejsce w 10 000 metrów na igrzyskach olimpijskich w 2008 w Pekinie.
Zajęła 16. miejsce w biegu maratońskim na mistrzostwach świata w 2009 w Berlinie oraz 4. miejsce w biegu na 10 000 metrów na mistrzostwach Europy w 2010 w Barcelonie i 5. miejsce w tej konkurencji na mistrzostwach Europy w 2012 w Helsinkach. Na igrzyskach olimpijskich w 2012 w Londynie zajęła 17. miejsce w biegu na 10 000 metrów. Zajęła 11. miejsce na mistrzostwach świata w półmaratonie w 2012 w Kawarnie. Nie ukończyła biegu na 10 000 metrów na mistrzostwach świata w 2013 w Moskwie, a na mistrzostwach Europy w 2014 w Zurychu zajęła 6. miejsce w biegu na 10 000 metrów i nie ukończyła maratonu.
Odnosiła wiele sukcesów biegach ulicznych. W 2007 i 2009 zwyciężyła w maratonie w Kolonii, a w 2008 w  maratonie we Frankfurcie nad Menem
45 razy zdobywała mistrzostwo Niemiec w różnych konkurencjach, w tym w biegu na 5000 metrów w latach 2001–2005 i 2007–2014, w biegu na 10 000 metrów w latach 2003–2005, 2007, 2009–2012, 2016 i 2017, w biegu na 10 kilometrów w latach 2011–2014 i 2017, w półmaratonie w 2011, 2016 i 2017 oraz w biegu przełajowym w latach 2003–2005, 2007–2001 i 2004, oraz w hali w biegu na 3000 metrów w 2004, 2005, 2007, 2009 i 2010.

## Rekordy życiowe
Rekordy życiowe Mockenhaupt:
- bieg na 3000 metrów – 8:44,65 (14 sierpnia 2003, Bergisch Gladbach)
- bieg na 3000 metrów (hala) – 8:45,77 (4 marca 2007, Birmingham)
- bieg na 5000 metrów – 14:59,88 (20 maja 2009, Koblencja)
- bieg na 10 000 metrów – 31:14,21 (15 sierpnia 2008, Pekin)
- bieg na 10 kilometrów – 31:49 (1 sierpnia 2009, Berlin)
- półmaraton – 1:08:45 (5 kwietnia 2009, Berlin])
- maraton – 2:26:21 (26 września 2010, Berlin])